# The Sisters of Mercy
Asi nejznámější představitel britské vlny Gothic rocku. Kořeny skupiny sahají do přelomu 70.–80. let, kdy se za mikrofon postavil někdejší bubeník Andrew Eldritch a svůj post za bicími obsadil automatem, kterého nazval Dr.Avalanche. Celá historie skupiny plyne okolo těchto dvou.
Období do vydání první dlouhohrající desky je lemováno singly, vydávanými na vlastním labelu Merciful Release. Za zmínku stojí první verze Temple of Love (1983), nebo EP The Reptile House (1983). V té době skupinu tvoří vedle Eldritche ještě dva pánové, jejichž jména se v budoucnu spojí v jediné synonymum – The Mission. Je to Wayne Hussey (někdejší člen Dead or Alive, kteří se později proslaví diskotékovým hitem You Spin Me Round) a Craig Adams.
V době, kdy vychází First and Last and Always (1985) jako první LP, už to uvnitř skupiny skřípe. Hussey a Adams odcházejí a zakládají kapelu The Sisterhood (což nebylo nic jiného než název fanclubu Sisters). Eldritch svým ex-spoluhráčům nepřeje, a tak během několika dní (některé prameny uvádějí jediný den) nahrává desku Gift, kterou vydává pod hlavičkou The Sisterhood. Podle britských zákonů má vlastník hudební nahrávky výhradní právo na užívání názvu skupiny, a tak se odpadlíci musí přejmenovat – volí název The Mission, což měl být název druhého alba Sisters v původní sestavě. Ale ani potom to The Mission nemají lehké – ve Státech už Mission existují, proto jejich tvorbu někdy najdeme pod hlavičkou The Mission UK.
Poté Eldritch nachází nového parťáka, tedy spíš parťačku v Patricii Morrison (ex The Gun Club). Ta hraje na baskytaru a v roce 1987 spatří světlo světa album Floodland. Album produkuje Jim Steinman, kterého proslavilo koncem sedmdesátých let produkování Meat Loafova Bat out of Hell. Ani Patricia se dlouho neohřeje a Sisters znovu mlčí.
Eldritch zahájí období změn vizáže (nechá se ostříhat) a přestěhuje se do Hamburku. Obklopuje se novými spoluhráči a v roce 1990 vydává album Vision Thing. Už to není klasický gothic rock. V roce 1991 vychází sebrané singly z raného období pod názvem Some Girls Wander by Mistake, následující rok vychází singl Temple of Love 1992, kde svým hlasem přispěla (dnes už nežijící – zemřela na AIDS) Ofra Haza. V roce 1993 uzrává čas na album Greatest Hits Volume One – A Slight Case of Overbombing. Zde se objevuje poslední oficiálně vydaná skladba, nazvaná Under the Gun, kde zpívá vedlejší vokál Teri Nunn (kdysi skupina Berlin – skladba z Top Gunu Take My Breath Away).
Eldritch absolvuje tahanice s vydávajícím labelem, nahrává a nevydává album SSV, kterým se vyvazuje ze smlouvy, a mezitím koncertuje. Po odmlce, která nastala od konce roku 1993, se kapela opět na pódiu ukázala v roce 1996 a s malými přestávkami koncertuje dodnes. Čtyři zastávky v České republice v roce 1998, 2001, 2005 na festivalu Love Planet dávají vzpomenout na sílu písní z plodného období a zároveň nabízejí i několik nových skladeb – byť oficiálně nevydaných, a tudíž známých jen okruhu věrných příznivců a naposledy 2009 v Praze v divadle Archa. Eldritchova kštice postupně přešla do blond, někdy mizí úplně (v roce 2005 v Táboře se objevil dohola s bradkou). O tom, že skupina ještě přežívá a cosi tvoří, se fanouškové dozvídají z nesčetných koncertních bootlegů (kdysi se Sisters pyšnili titulem kapely s nejvíc pirátskými nahrávkami)[fakt?]. Na oficiálních stránkách visí už několik let info o nové nahrávce jménem Summer, která na koncertě poprvé zazněla v roce 1997, ale k jejímu vydání zatím nedošlo. Zatím poslední novou skladbou je Still, kterou "Sisters" představili během turné konaného v roce 2006 k 25. výročí kapely – bylo turné, které začalo v Las Vegas a skončilo v Moskvě. V listopadu 2005 vydávají jejich někdejší gothic-rockoví souputníci Fields of the Nephilim desku po 15 letech mlčení od poslední řadovky. Eldritch občas prohlašuje na koncertech: "We are THE Sisters Of Mercy. And we are rock'n'roll band…"